# حفلة (ألبوم)
حفلة هو ألبوم مباشر للفنان الشاب خالد مكون من أغانيه في جولة كنزة 97 في كونفولنس فرنسا ولوفان ببلجيكا ما عدى أغنية الشابة التي سجلت في بوردو. بعض من أغاني الألبوم أضيفت إلى إصدارات تسجيلات وراس لألبومات خالد.

## الأغاني
1. «ديدي» – 5:27
2. «صحراء» – 3:53
3. «عائشة» – 5:07
4. «الشابة» – 4:54
5. «عبد القادر» – 4:39
6. «ولي لدارك» – 4:39
7. «نسي نسي» – 4:07
8. «لله» – 4:55
9. «لا كاميل» – 5:44
10. «وهران وهران» – 4:47
11. «رغدة» – 5:26
12. «والو والو» – 5:45
13. «موفي سان» – 6:56
14. «لهربة وين» – 7:16